# 既約成分
数学、とりわけ代数幾何学において、既約成分 (irreducible component) の概念は方程式 XY = 0 によって定義されるような集合は二本の直線 X = 0 と Y = 0 の和集合であるというアイデアを形式的にするために使われる。したがって空でない代数的集合 (algebraic set) が既約 (irreducible) であるとは、2つの真の代数的部分集合の和集合でないということである。次のことは古典的な代数幾何学の基本的な定理である。すべての代数的集合は有限個の既約代数的部分集合（多様体）の和集合であり、この分解はほかの部分集合に含まれるようなものをとり除けば一意的である。この一意的な分解の元は既約成分 (irreducible component) と呼ばれる。
この概念はザリスキ位相（これは閉部分集合が部分多様体であるような位相である）という位相の用語を用いて再定式化することができる：代数的集合が既約であるとはそれがザリスキ位相で閉な2つの真の部分集合の和集合でないことである。これによってトポロジーにおける一般化ができ、それを通じて、有限分解の上記の性質が必ずしも正しくないような一般のスキームに一般化できる。

## 位相幾何学において
位相空間 X が可約 (reducible) であるとは、それが X の2つの空でない真の閉部分集合 {\displaystyle X_{1}}, {\displaystyle X_{2}} の和集合 {\displaystyle X=X_{1}\cup X_{2}} として書けるということである。位相空間が既約 (irreducible)（あるいは hyperconnected）であるとは、それが可約でないということである。同じことだが、X のすべての空でない開部分集合は稠密である、あるいは任意の2つの空でない開集合は空でない共通部分をもつ。
位相空間 X の部分集合 F が既約あるいは可約であるとは、F を相対位相 (subspace topology) によって位相空間と見たときに上記の意味での対応する性質をもつということである。つまり、{\displaystyle F} が可約であるとは、それが和集合 {\displaystyle F=(G_{1}\cap F)\cup (G_{2}\cap F)} として書ける、ただし {\displaystyle G_{1},G_{2}} は {\displaystyle X} の閉部分集合でどちらも {\displaystyle F} を含まない、ということである。
位相空間の既約成分 (irreducible component) は極大既約部分集合である。ある部分集合が既約なら、その閉包も既約であり、したがって既約成分は閉集合である。

## 代数幾何学において
すべてのアフィンあるいは射影代数的集合は多項式環のイデアルの零点集合として定義される。この場合、既約成分は極小素イデアルに対応する多様体である。分解の一意性と有限性を証明できるようにするのはこの同一視である。この分解はイデアルの準素分解と強く関係している。
一般のスキーム論、すべてのスキームは既約成分の和集合であるが、成分の数が有限であるとは限らない。しかしながら、「実際」上起こるたいていのケースでは、すなわちすべてのネータースキームに対しては、既約成分は有限個である。

## 例
既約性は集合の位相にかなり依存する。例えば、直感に反するかもしれないが、実数全体は通常の位相で可約である：2つの閉集合 (-∞,0] と [0,+∞) の和集合である。
既約成分の概念は代数幾何学において基本的であり、数学のこの分野の外ではめったに考えられない：代数的集合
X := { (x, y) | xy = 0 }
を考えよう。これは平面の部分集合である。ザリスキ位相について、その閉部分集合はそれ自身、空集合、一元集合、x = 0 と y = 0 で定義される二本の直線である。したがって X は可約であり、二本の直線がその既約成分である。
これは（多様体 X が体 k 上定義されているとして）座標環 k[x, y]/(xy) からも読み取ることができる。その極小素イデアルは (x) と (y) である。